# Кадизаде Али-паша
Кадизаде Али-паша је био османски намесник за време Мехмеда III и султана Ахмеда.

## Биографија
Прве године Али-пашиног живота су непознате. 
Постао је управник Будима 1602. Убрзо након што је после августа 1604. постављен за санџакбега Силистре, по други пут је служио као управник Будима. Али-паша, који је напустио своју функцију када је 28. новембра 1609. позван у Истанбул, добивши је чин везира 1610. године.
Године 1614. постао је поново управник Будима. Али-паша, који је за време ове дужности био на положају генералног намесника, разболео се у Београду, где је био на инспекцији, и умро је 1616.
Амбасадори су забележили 1615. године да је био у средњим годинама и да је био ожењен млађом сестром султана.